# Sofia Vera-Lorini
Sofia Vera-Lorini   (1825 - Liorna, 8 de gener de 1882) fou una soprano operística italiana.

## Biografia
Sofia Vera fou filla de l'advocat Giuseppe Vera i de la seva dona, Charlotte Henriette Häser (1784-1867), una cantant nascuda a Leipzig, Alemanya, que va fer una reconeguda carrera operística a Itàlia. Charlotte Häser fou filla de Johann Georg Häser (1729-1809), mestre de capella de Leipzig. El seu germà va ser el compositor d'òperes Edoardo Vera (1821–1889), qui va facilitar l'accés al món de l'òpera a la seva germana. Sofia es va casar amb el cantant, director d'escena i empresari Achille Lorini, fet pel qual se la coneix com a Vera-Lorini.
La carrera de Sofia Vera-Lorini es va desenvolupar a Itàlia, França (París i altres ciutats), Anglaterra (Londres), Espanya (Barcelona) i Amèrica del Sud (Argentina, Uruguai i Brasil). A París va ser prima donna al Théâtre-Italien, a Londres va actuar al Her Majesty's Theatre, a Espanya va cantar al Gran Teatre del Liceu. A Montevideo va ser la primera soprano considerada com a "diva" en arribar al Teatro Solís. Va participar en la inauguració del teatre, el 25 d'agost de 1856, cantant el paper d'Elvira a l'òpera Ernani de Giuseppe Verdi. A Buenos Aires va participar en la inauguració de l'antic Teatro Colón el 24 d'abril de 1857, representant el paper de Violetta en La traviata de Verdi, acompanyada del famós tenor Enrico Tamberlick com Alfredo Germont.
Va estrenar l'òpera Giuditta d'Achille Peri a La Scala de Milà l'any 1860, obra que va cantar també a l'estrena al Gran Teatre del Liceu el 5 de novembre de 1862. Al teatre barceloní va actuar per primer cop en la temporada 1851-1852, interpretant La figlia del reggimento de Gaetano Donizetti, en el mes de març de 1852. Va tornar les temporades 1861-1862 i 1862-1863. La seva darrera obra representada en aquest teatre va ser Il profeta de Giacomo Meyerbeer, que va estrenar el 31 de gener de 1863 i va cantar al llarg de les 26 representacions de l'obra.
Al llarg de la seva carrera va cantar les òperes del seu germà Edoardo: Valeria, fent el paper de Licisca (1869, Teatro Comunale de Bolonya) i Adriana Lecouvreur (26 de gener de 1856 al Teatre Argentina de Roma), fent el paper d'Adriana.